# Поднебенный, Вячеслав Григорьевич
Вячесла́в Григо́рьевич Поднебе́нный (укр. В'ячеслав Григорович Піднебенний; род. 3 мая 1988, Жданов, Донецкая область) — украинский футболист, полузащитник

## Игровая карьера
В 9 лет отец отвёл Вячеслава в футбольную школу «Новатор» города Мариуполя. Первым тренером футболиста был Анатолий Александрович Стрепетов, далее Поднебенный тренировался у М. С. Руры. В 15 лет полузащитника заметил А. Ю. Скирчук, который вёл группу 1988 г.р. в академии донецкого «Шахтёра», и пригласил в Донецк. Через полгода группу Поднебенного возглавил Анатолий Раденко. Через год футболист дебютировал во второй лиге в «Шахтёре-3», которым руководил Евгений Яровенко. Также в третьей команде дончан Поднебенный успел поработать с И. В. Дыбченко, Игорем Леоновым. Далее играл в дубле, где старшим тренером был Николай Федоренко, а помогал ему Валерий Рудаков. Затем дубль возглавил Сергей Попов, а ассистировал ему Геннадий Орбу.
После «скитаний» по дублям «Шахтёра», Поднебенный играл в алчевской «Стали» и донецком «Олимпике», с которым оформил выход в первую лигу. В какой-то определенный период главный тренер «олимпийцев» перестал рассчитывать на Вячеслава. После очередной игры с ФК «Одесса» тренеры предложили ему поиграть за краматорский «Авангард». Отыграв полтора года за Краматорск, футболист, по собственным словам, понял, что в той команде не сможет расти как футболист, поэтому решил сменить обстановку. Выбирая новый клуб, полузащитник решил остановиться на «Полтаве». В команде Ильи Близнюка Поднебенный успешно прошёл все этапы зимних сборов, приходил в команду как игрок, ведущий игру. Но в первой же игре не попал в основной состав. «Полтава» тем временем показывала хорошую стабильную игру, из-за чего менять тактику и делать перестановки на поле для тренерского штаба было необоснованно, поэтому полузащитник выходил, в основном, на замены.
Став свободным агентом, получил приглашение от главного тренера ФК «Горняк-Спорт» Игоря Жабченко, знакомого Поднебенному по совместной работе в юношеской сборной Украины, пройти просмотр в его команде. Пробыв в Комсомольске три дня и сыграв в контрольном матче против «Александрии», футболисту сообщили, что в его услугах там не нуждаются. После этого поступило предложение от Олега Федорчука перейти в «Николаев».
В «Николаеве» футболист проделывал на поле большой объём работы, много забивал. Буквально с первого матча проявил свои лидерские качества, и после травмы Романа Луценко стал капитаном команды. Был полезен не только в черновой работе и распасовке — не раз демонстрировал и свой мощный удар. По результатам осенней части сезона был удостоен звания «лучший футболист Николаевской области».
Финансовая ситуация в «Николаеве» вынудила Поднебенного покинуть этот клуб. Остаток сезона он провёл в «Сумах», а летом перешёл в молдавскую «Дачию» (Кишинёв). В высшем дивизионе соседнего государства дебютировал 9 августа 2015 года в игре против «Динамо-Авто», заменив на 31-й минуте Евгения Лозового. За месяц до этого сыграл в отборочном раунде Лиги Европы против черногорской «Реновы». Заключивший с «Дачией» двухлетний контракт, Поднебенный уже в сентябре 2015 года оказался без работы. По собственным словам футболиста, его карьера в Кишинёве не задалась из-за «личной неприязни президента клуба Адлана Шишканова», а последней каплей его терпения стало то, чтоза август месяц он один из всей команды не получил заработную плату.
6 января 2016 года было сообщено о переходе Вячеслава в клуб Первой лиги «Нефтяник-Укрнефть».